# Les Tanneries (Amilly)
Pour les articles homonymes, voir Tannerie (homonymie).
Les Tanneries sont un centre d'art contemporain ouvert en septembre 2016 à Amilly dans le département du Loiret en région Centre-Val de Loire (France).